# Phrudocentra nigromarginata
Phrudocentra nigromarginata är en fjärilsart som beskrevs av Paul Dognin 1911. Phrudocentra nigromarginata ingår i släktet Phrudocentra och familjen mätare. Inga underarter finns listade i Catalogue of Life.